# 恰哈河
恰哈河，位于中华人民共和国新疆维吾尔自治区和田地区策勒县中部的一条河流，发源于昆仑山北坡慕士冰川东侧的喀依拿能吐日山，先自西向东流24千米后转北流，于恰哈乡干吉萨依村以南出山口，向东北流，经恰哈乡，过却如什村后河流呈散流状，散失在广阔的河床下，约35千米后又以泉水出露的形成两条泉水沟，继续向北流经固拉合玛镇灌区，最后消失在灌区北部的沙漠中。山口以上河长97.5千米，流域面积552平方千米，年均径流量约0.9亿立方米。